# ARM Cortex-A76
L'ARM Cortex-A76 és una unitat de processament central que implementa el conjunt d'instruccions ARMv8.2-A de 64 bits dissenyat pel centre de disseny d'ARM Holdings d'Austin. ARM indica un augment del 25% i del 35% en el rendiment dels nombres enters i de punt flotant, respectivament, respecte a un Cortex-A75 de la generació anterior.

## Disseny
El Cortex-A76 serveix com a successor de l'ARM Cortex-A73 i l'ARM Cortex-A75, tot i que es basa en un disseny de full net.
La interfície Cortex-A76 és un disseny superescalar de descodificació de 4 amples. Pot obtenir 4 instruccions per cicle. I canviar el nom i enviar 4 fregons i 8 µops per cicle. La mida de la finestra fora d'ordre és de 128 entrades. El backend és de 8 ports d'execució amb una profunditat de canonada de 13 etapes i les latències d'execució d'11 etapes.
El nucli admet aplicacions no privilegiades de 32 bits, però les aplicacions privilegiades han d'utilitzar l'ARMv8-A ISA de 64 bits. També admet instruccions d'adquisició de càrrega (LDAPR) (ARMv8.3-A), instruccions de producte de punt (ARMv8.4-A), bit PSTATE Speculative Store Bypass Safe (SSBS) i les barreres d'especulació (CSDB, SSBB, PSSBB) (ARMv8.5-A).
L'amplada de banda de memòria va augmentar un 90% en relació amb l'A75. Segons ARM, s'espera que l'A76 ofereixi el doble de rendiment que un A73 i està orientat més enllà de les càrregues de treball mòbils. El rendiment està dirigit a la " classe de portàtils ", inclosos els dispositius Windows 10, competitius amb el Kaby Lake d'Intel.
El Cortex-A76 admet la tecnologia DynamIQ d'ARM, que s'espera que s'utilitzi com a nuclis d'alt rendiment quan s'utilitzi en combinació amb nuclis d'eficiència energètica Cortex-A55.

## Llicència
El Cortex-A76 està disponible com a nucli SIP per als llicenciataris, i el seu disseny el fa adequat per a la integració amb altres nuclis SIP (per exemple, GPU, controlador de pantalla, DSP, processador d'imatges, etc.) en una matriu que constitueix un sistema en un xip (SoC).

## Ús
El Cortex-A76 es va utilitzar per primera vegada a l'HiSilicon Kirin 980.
ARM també ha col·laborat amb Qualcomm per a una versió semi-personalitzada del Cortex-A76, utilitzada dins del seu Kryo 495 (Snapdragon 8cx)/ Kryo 485 (Snapdragon 855 i 855 Plus) de gamma alta i també en el seu Kryo 460 de gamma mitjana. CPU (Snapdragon 675) i Kryo 470 (Snapdragon 730). Una de les modificacions que va fer Qualcomm va ser augmentar la memòria intermèdia de reordenació per augmentar la mida de la finestra fora de comanda.
També s'utilitza a l'Exynos 990 i l'Exynos Auto V9, el MediaTek Helio G90/G90T/G95 i el Dimensity 800 i el Dimensity 820, i el HiSilicon Kirin 985 5G i Kirin 990 4G/990 5G/990E.
El Cortex-A76 es pot trobar a Snapdragon 855 com a gran nucli.
El Cortex-A76 s'utilitza com a gran nucli als dispositius Intel Agilex D-series SoC FPGA.
El 2020 es va utilitzar Cortex-A76 a Rockchip RK3588 i RK3588.
El setembre de 2023, el Raspberry Pi 5 es va presentar amb un processador Broadcom BCM2712 de quatre nuclis Arm Cortex-A76 amb una velocitat de rellotge de 2,4 GHz.